# Українсько-румунські мовні контакти
Украї́нсько-руму́нські мо́вні конта́кти корінням сягають взаємин між слов'яномовним і романізованим населенням Дакії середини І тисячоліття. Українці ж відомі на території сучасної Румунії вже з 14 ст., однак топоніми східнослов'янського походження по всій території Румунії свідчать і про давніші контакти місцевого населення з предками українського народу. Від того ж 14 століття волохи (предки румунського народу) поселяються в західноукраїнських землях, вступаючи в контакт з місцевим населенням. Волохи принесли із собою «Волоське право». Певна кількість сіл, що керувалися «волоським правом», засвідчена польським переписом 1565 у Галичині. Тоді ж і пізніше засновувалися українські села переселенцями з України на землях Молдавії. Писемною мовою в князівстві Молдова (засноване 1359) тривалий час була староукраїнська літературна мова (або старослов'янська в українській редакції); нею писалися грамоти канцелярії господаря, які, з одного боку, є цінним джерелом вивчення староукраїнської мови і в яких, з другого боку, відбито лексику румунської мови ще до появи перших румунських пам'яток у 16 ст. Таким чином, українсько-румунські мовні контакти здійснювалися і здійснюються як на території сучасної Румунії (Мармарощина, Південна Буковина, Добруджа, Банат) і Молдови, так і на землях України (Північна Буковина, Прикарпаття, Закарпаття, Бесарабія) та мають своїм наслідком різноманітні запозичення як в українській, так і в румунській мовах — найпомітніші в місцевих говірках.

## Румунізми
До прикордонних діалектів української мови увійшли численні румунізми — запозичення румунського походження, передусім у сфері вівчарства: аретій, афина, балан, брацар, бриндуша, бринза, букат, бульбока, вурда, дзер, замос, капестра, каруца, качула, лаїстий, магура, мамалиґа, папуша, плай, плачинда, тайстра та ін. Внаслідок румунського посередництва до української мови були запозичені діалектні слова іншомовного походження аргат, барда, глота, гринда, гуша, дарак, джерга, дойка, клака, колиба, нетунтавий та ін. З румунської мови деякі українські говірки запозичили частку, за допомогою якої утворюється форма вищого ступеня прикметника або прислівника: май високий ‘вищий’, май ліпше ‘краще’.

## Вплив української мови на румунську
Українська мова внаслідок асиміляції українського населення залишила незрівнянно більший відбиток, який не обмежився діалектами. До румунської мови увійшли різноманітні лексичні запозичення українського походження: boroană («борона»), a bili («біліти»), bihuncă («бігунки»), borş («борщ»), catrinţă («катринця»), caţaveică («кацавейка»), chisleag («кисляк»), cuşmă («кучма»), draniţă («драниця»), găluşcă («галушка»), horn («горн»), hrişcă («гречка»), hulub («голуб»), huludeţ («колодязь»), lan («лан»), motovelnic («мотовило»), năvoloacă («наволок»), orcic («орчик»), pocinoc («халепа», пор. починок), postoroncă («посторонка»), povidlă («повидло»), prichici («припічок»), rală («рало»), stative («стативи»), stodoala («стодола») та ін. Чимало українських елементів у румунській топоніміці, зокрема назви сіл на — ăuţi (з укр. -овці) та на -inţi (з укр. -інці). Досить вагомим є вплив українські антропоніміки на румунську, яка прийняла такі імена та прізвища, як Andreico, Antin, Bahnari, Bohdan, Bucioc, Bilaş, Borodaci, Buhai, Costin, Costea, Cudrea, Cupcici, Dobrotiri, Dohotari, Dolhici, Duma, Ivaşco, Ivanciuc, Malanca, Minco, Moroz, Rinie, Socolan, Steţco, Şirnenco, Varba, Vorona і т. ін.